# Elezioni parlamentari a Malta del 1921
Le elezioni parlamentari a Malta del 1921 si tennero il 18-19 ottobre. L'Unione Politica Maltese si affermò come principale partito, aggiudicandosi 14 dei 32 seggi dell'Assemblea legislativa e 4 dei 7 seggi del Senato.
A seguito delle elezioni Joseph Howard diventò Primo ministro

## Risultati

### Assemblea legislativa
| Unione Politica Maltese          | 7 999  | 39,07 | 14 |  |  |  |
| Partito Costituzionale           | 5 183  | 25,31 | 7  |  |  |  |
| Partito Laburista                | 4 742  | 23,16 | 7  |  |  |  |
| Partito Democratico Nazionalista | 265    | 1,29  | 4  |  |  |  |
| Indipendenti                     | 86     | 0,42  | –  |  |  |  |
| Totale                           | 20 475 | 100   | 32 |  |  |  |
|                                  |        |       |    |  |  |  |
| Voti non validi                  | 159    | 0,77  |    |  |  |  |
| Votanti                          | 20 634 | 75,30 |    |  |  |  |
| Elettori                         | 27 404 |       |    |  |  |  |

### Senato
| Liste                   | Primo conteggio | Primo conteggio | Secondo conteggio | Secondo conteggio | Seggi |
| Liste                   | Voti            | %               | Voti              | %                 | Seggi |
| ----------------------- | --------------- | --------------- | ----------------- | ----------------- | ----- |
| Unione Politica Maltese | 1.611           | 57,95           | 1.635             | 63,25             | 4     |
| Partito Laburista       | 598             | 21,51           | 571               | 22,09             | 2     |
| Partito Costituzionale  | 553             | 19,89           | 379               | 14,66             | 1     |
| Indipendenti            | 18              | 0,65            | -                 | -                 | -     |
| Membri nominati         | -               | -               | -                 | -                 | 10    |
| Totale                  | 2.780           | 100             | 2.585             | 100               | 17    |